# Encyclia alcardoi
Encyclia alcardoi är en orkidéart som beskrevs av Vitorino Paiva Castro och Guy Robert Chiron. Encyclia alcardoi ingår i släktet Encyclia och familjen orkidéer. Inga underarter finns listade i Catalogue of Life.